# Corticaria unca
Corticaria unca is een keversoort uit de familie schimmelkevers (Latridiidae). De wetenschappelijke naam van de soort werd in 2010 gepubliceerd door Reike.